# Llista de peixos de Burundi

Localització de Burundi a la riba oriental del llac Tanganyika (Àfrica)

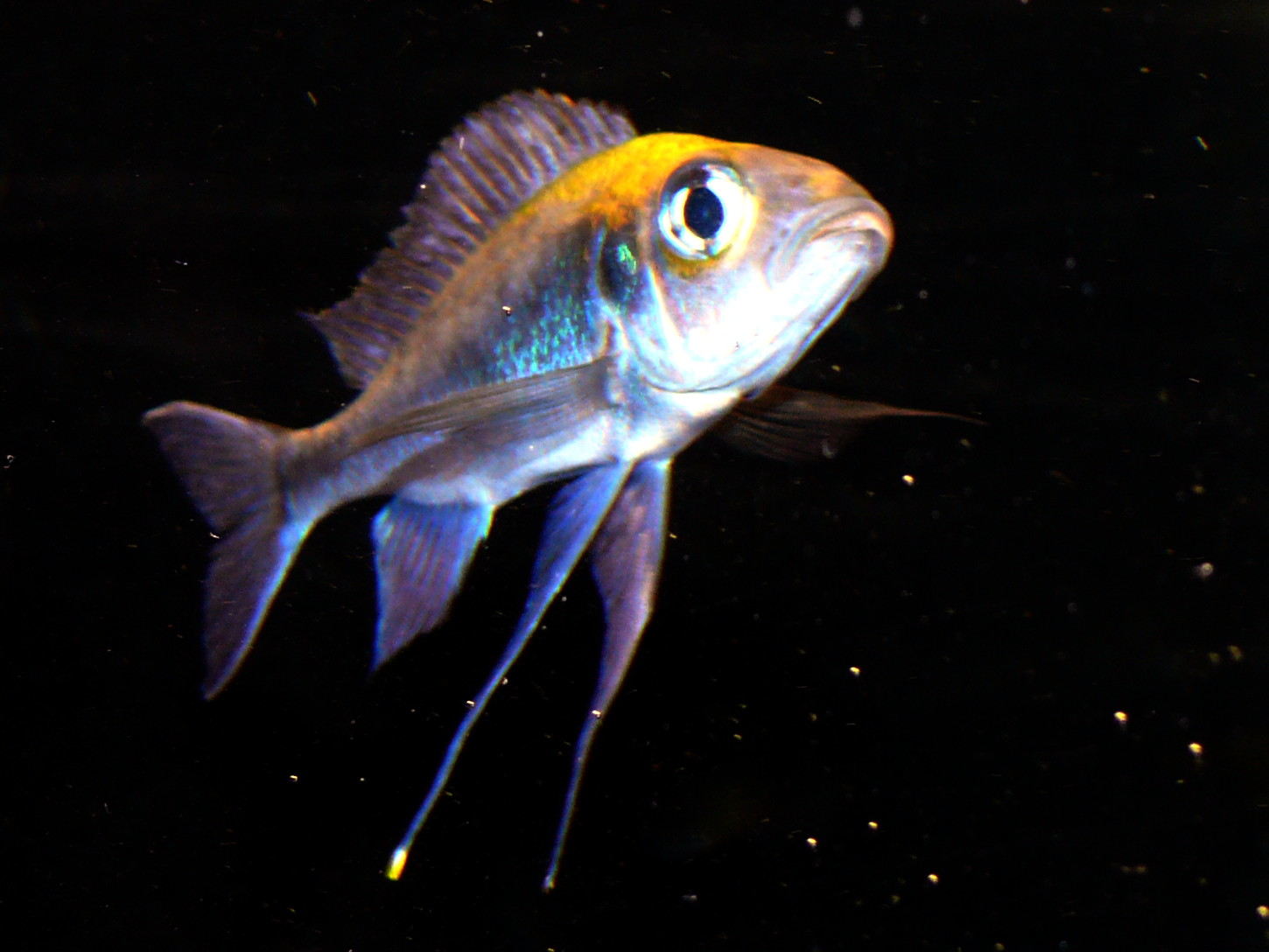
Cyathopharynx furcifer

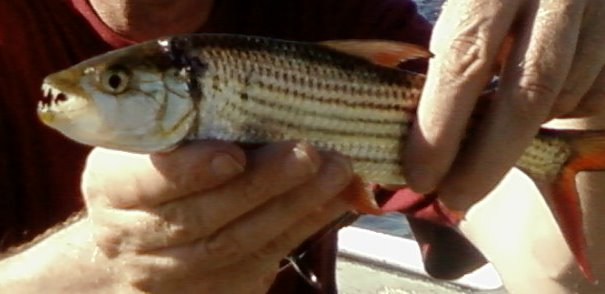
Hydrocynus vittatus

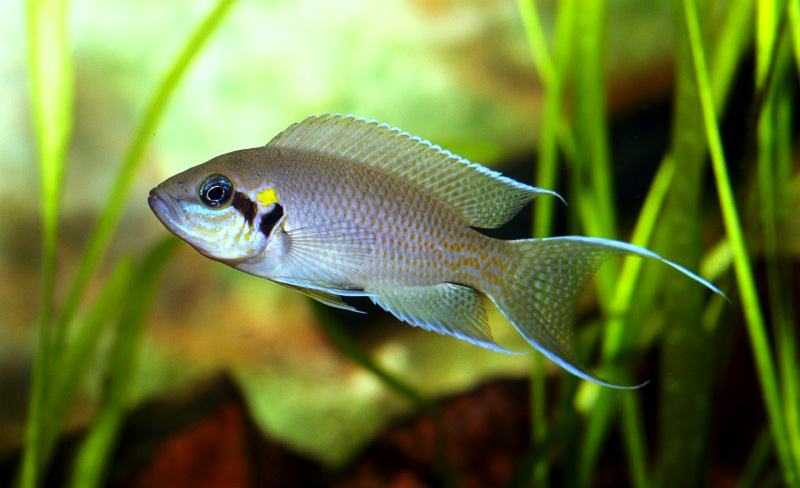
Neolamprologus brichardi

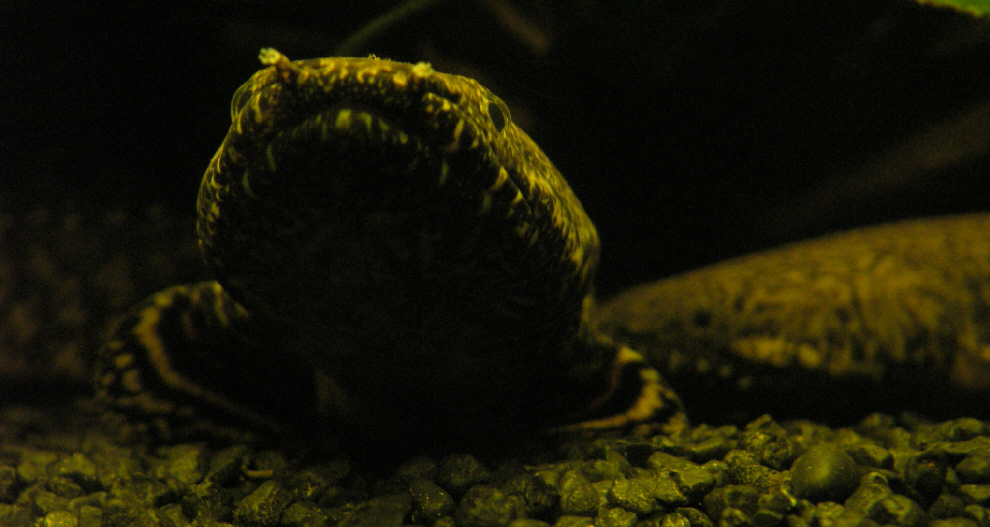
Polypterus ornatipinnis

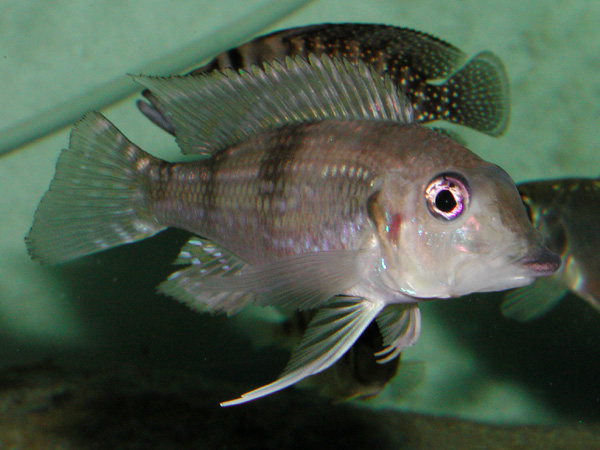
Gnathochromis permaxillaris

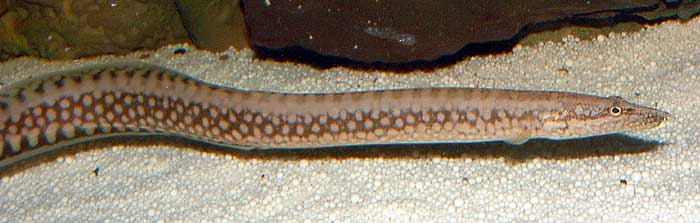
Mastacembelus moorii

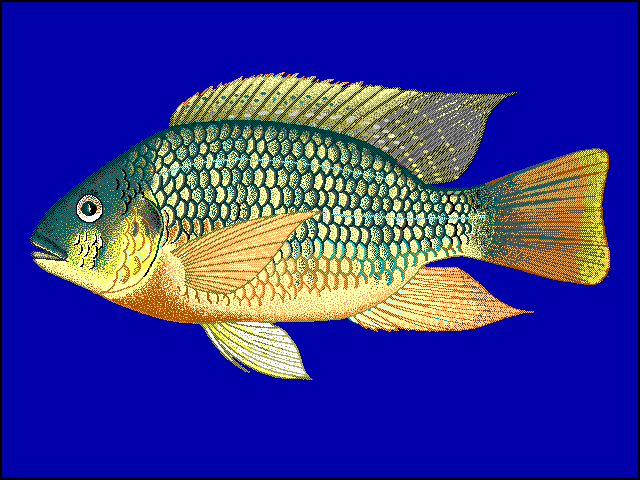
Tilapia rendalli

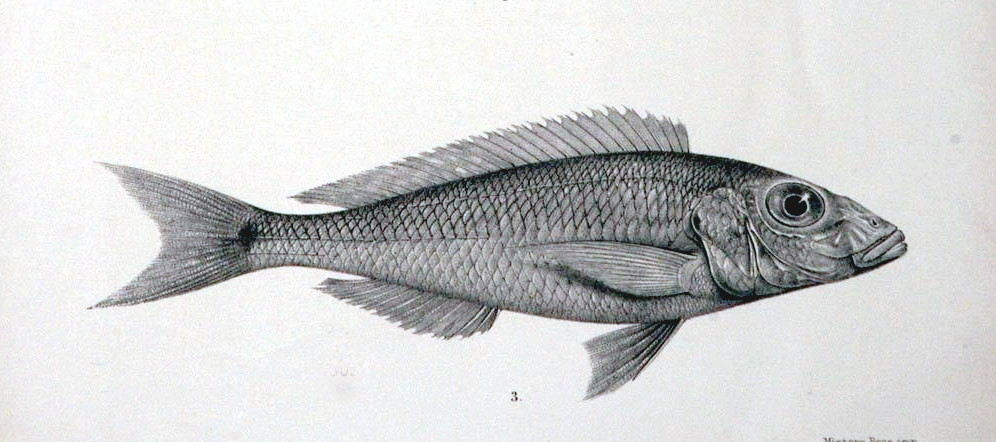
Grammatotria lemairii (il·lustració del 1899)

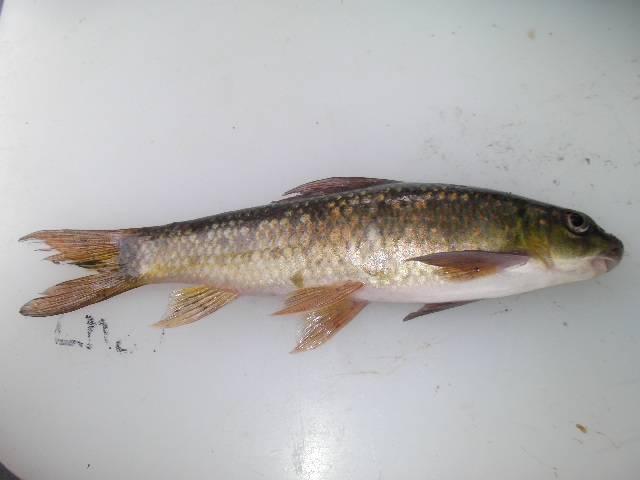
Labeo cylindricus

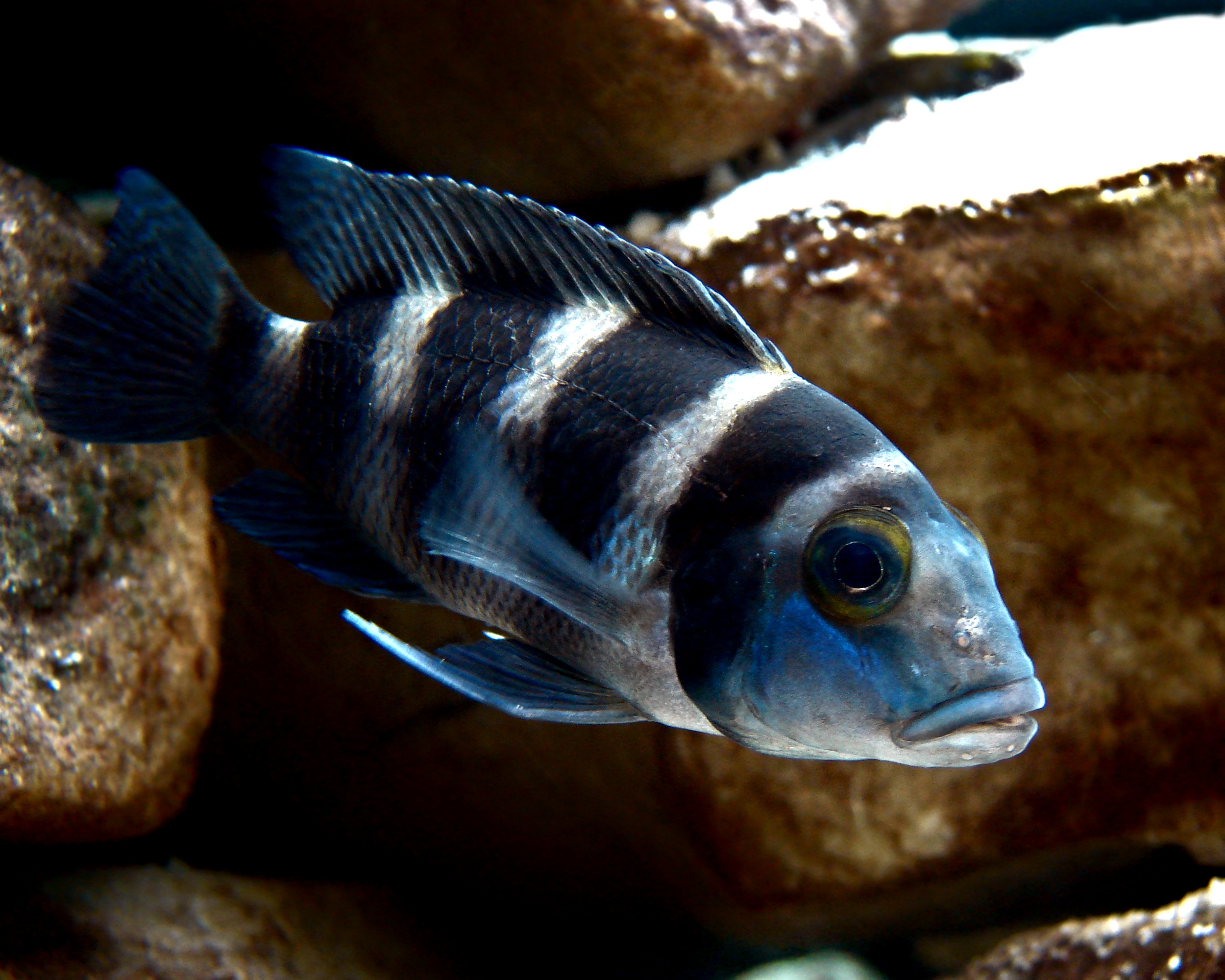
Neolamprologus tretocephalus

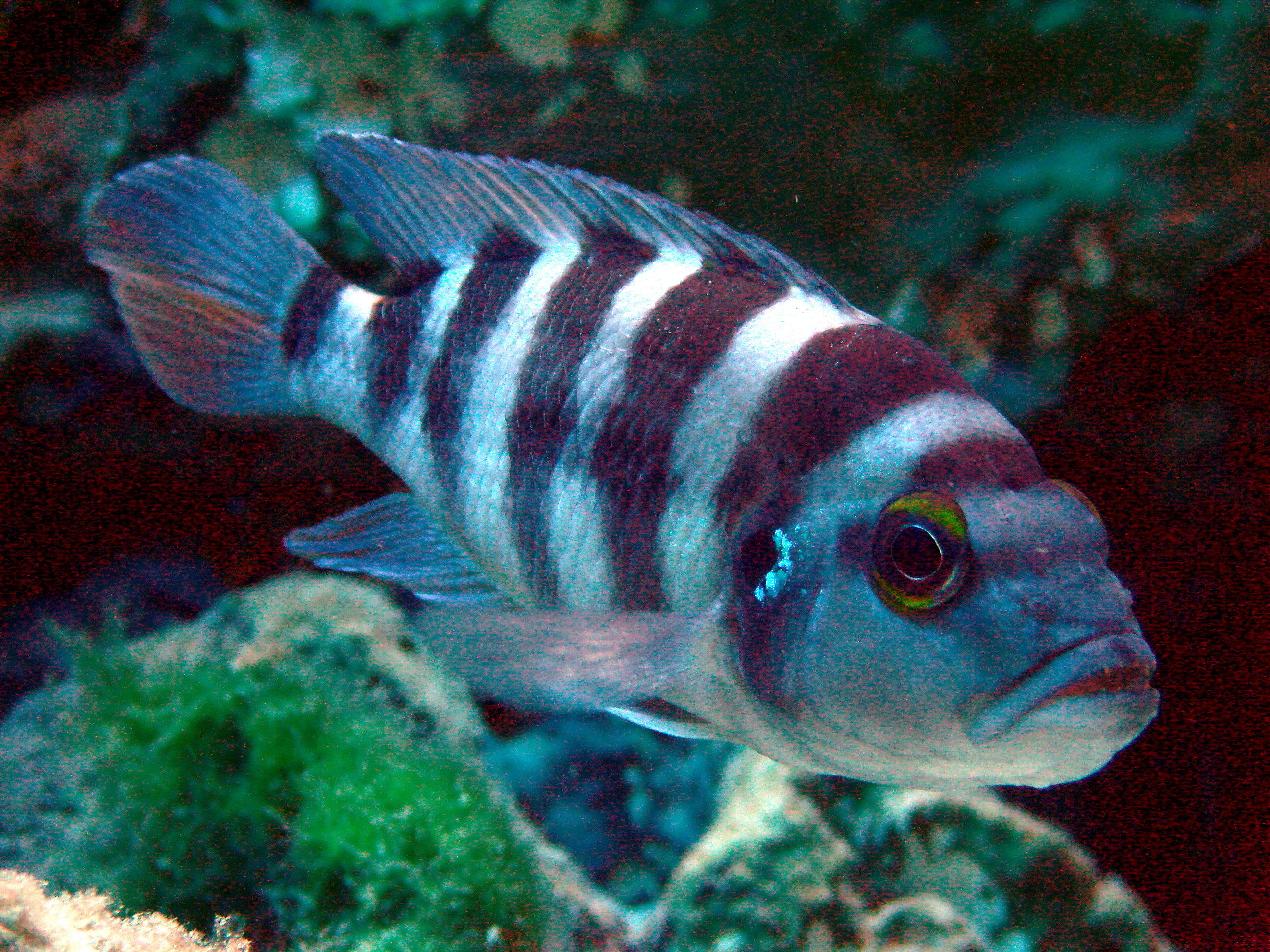
Neolamprologus sexfasciatus

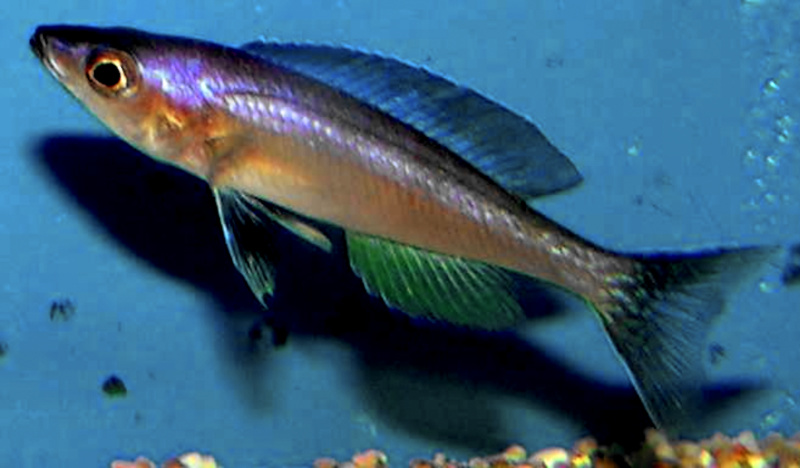
Cyprichromis leptosoma

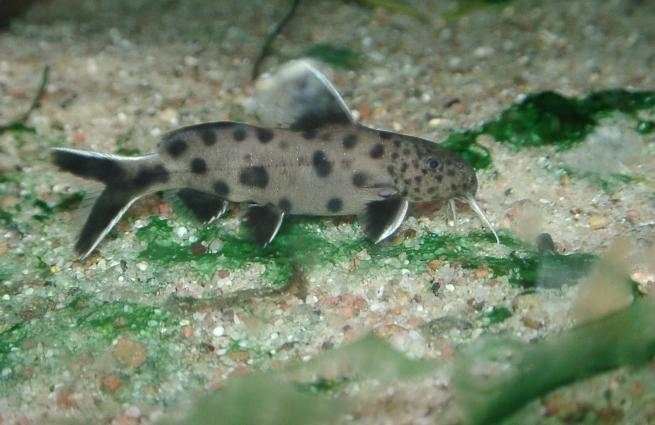
Synodontis petricola

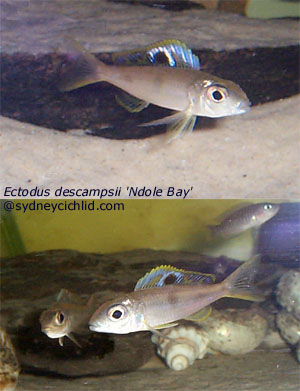
Ectodus descampsii

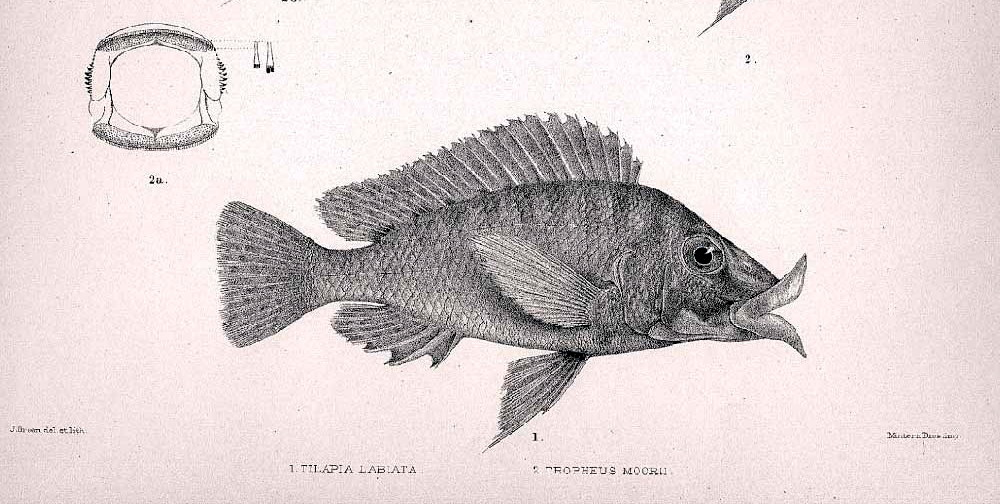
Lobochilotes labiatus

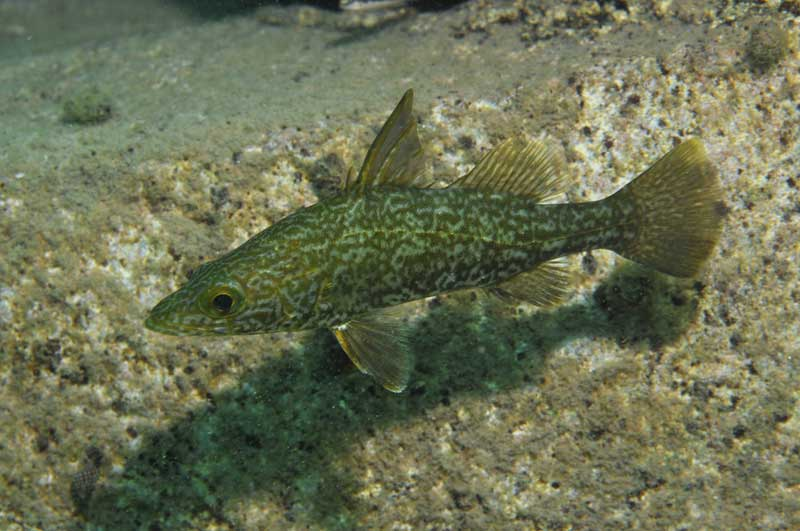
Lates angustifrons

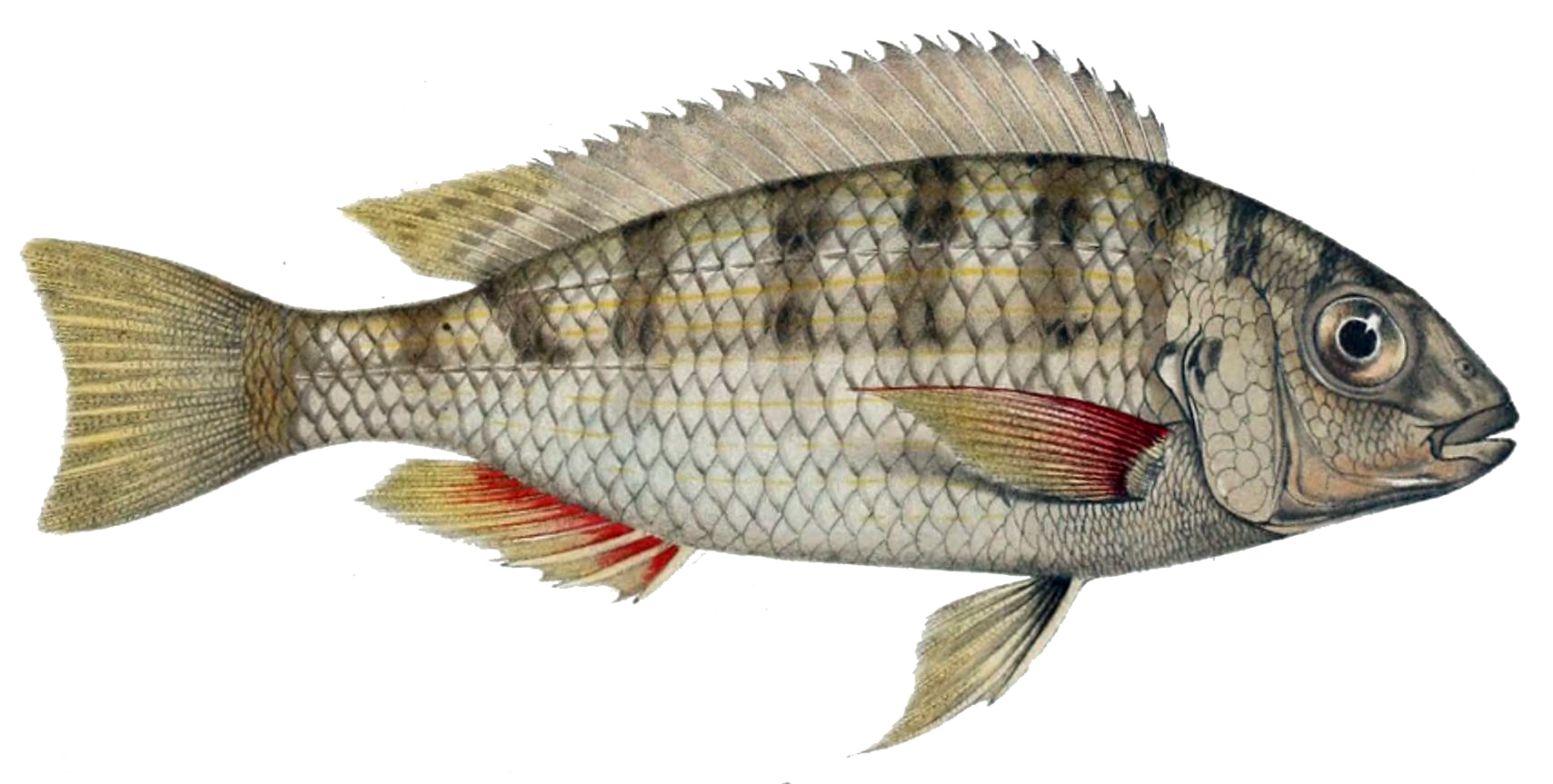
Limnotilapia dardennii (il·lustració del 1898)

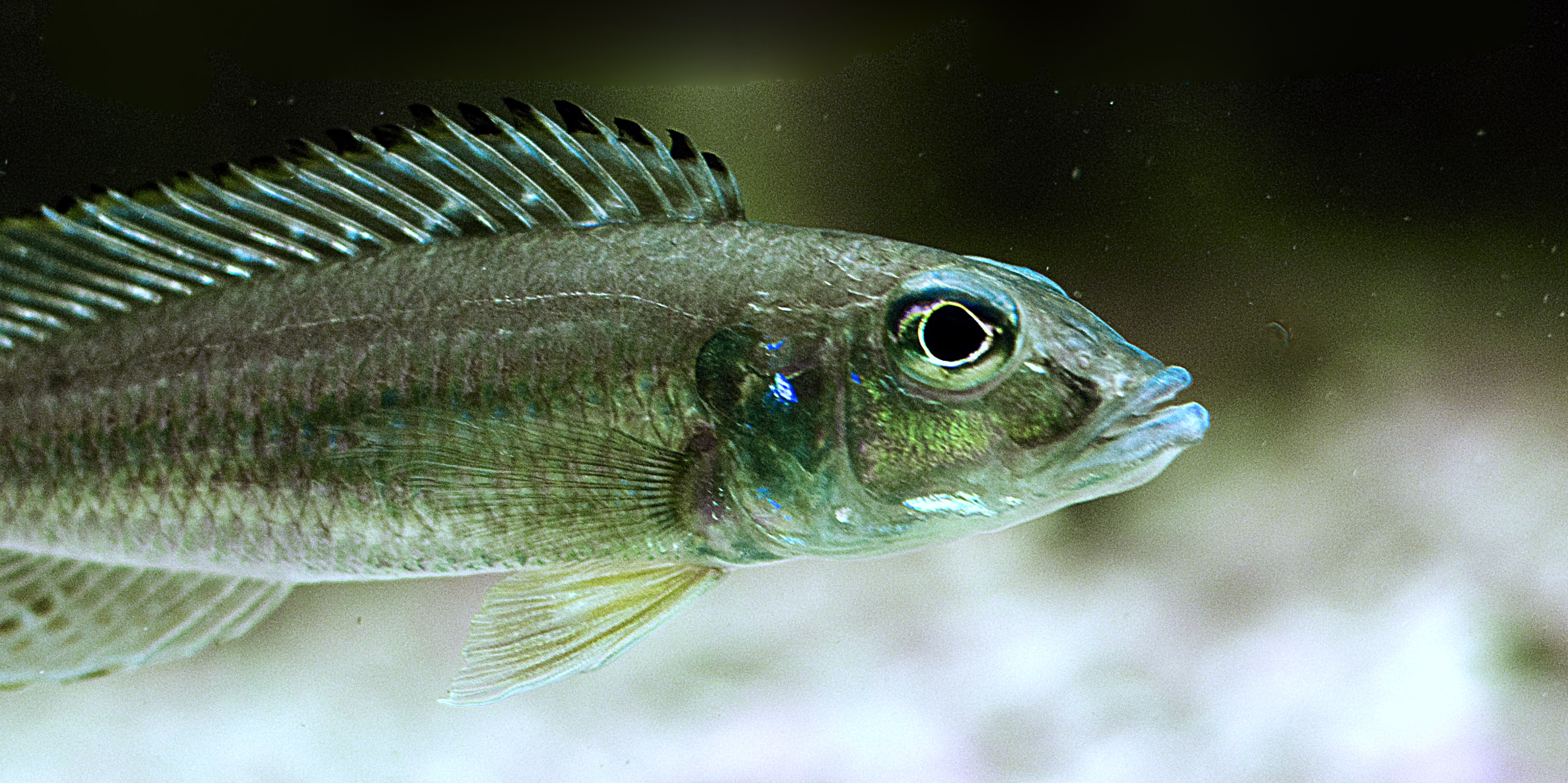
Reganochromis calliurus

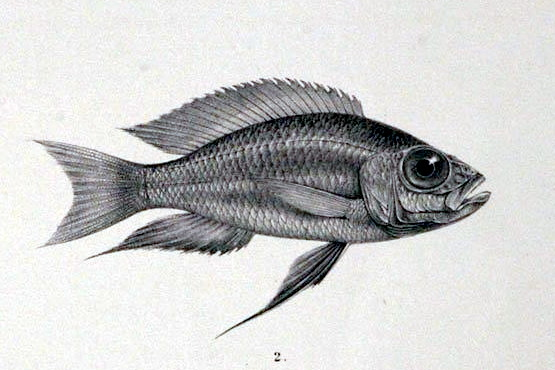
Aulonocranus dewindti (il·lustració del 1899)

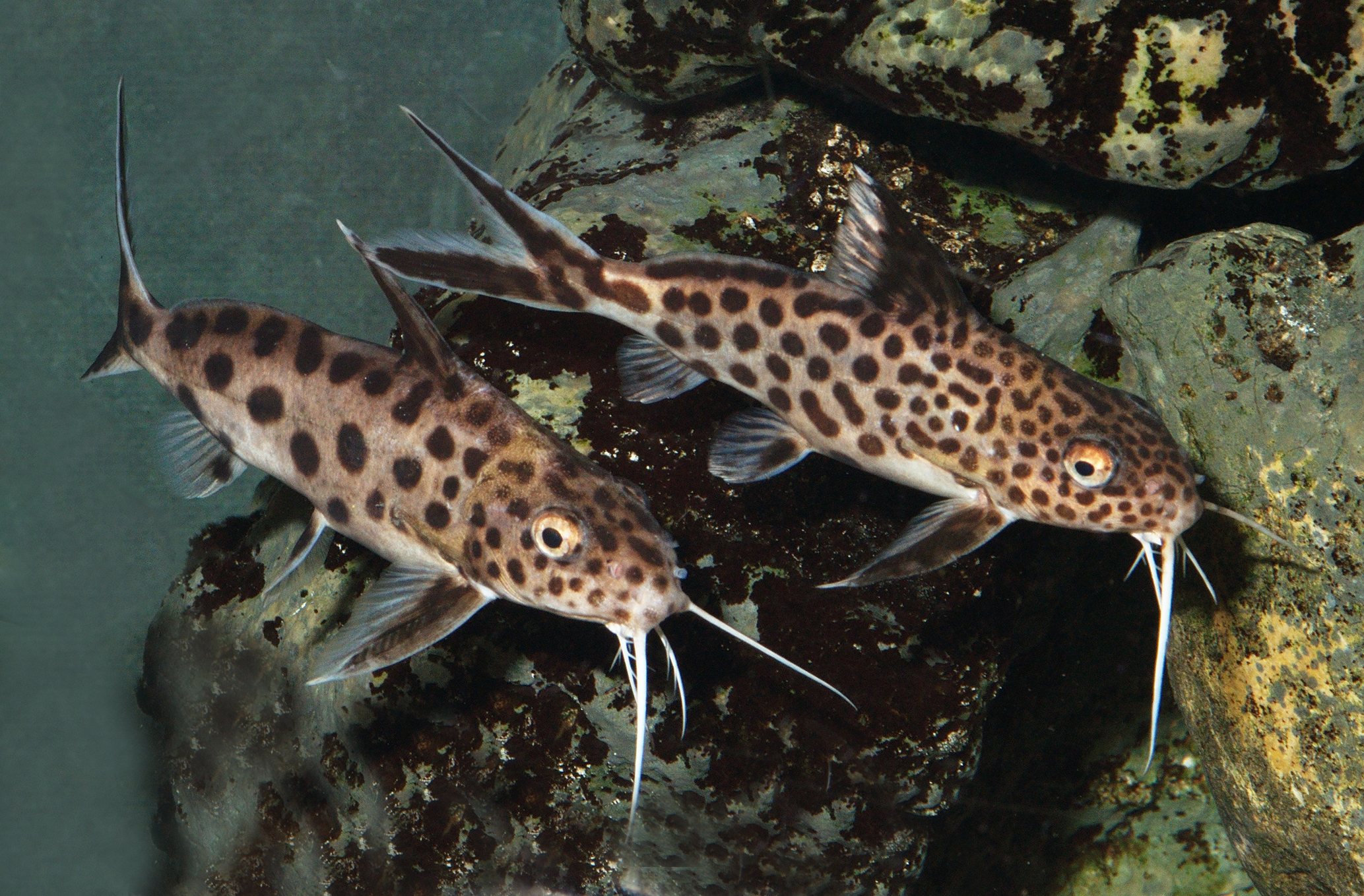
Synodontis grandiops

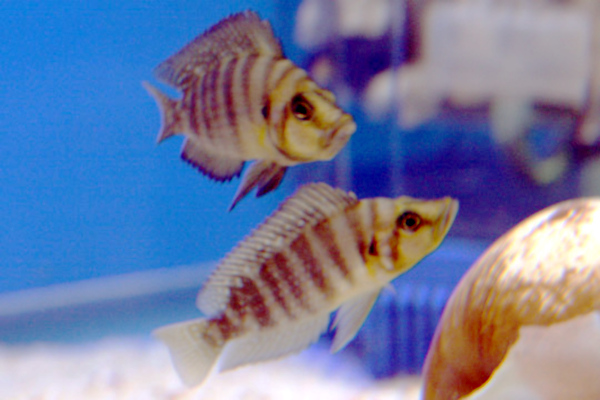
Altolamprologus compressiceps

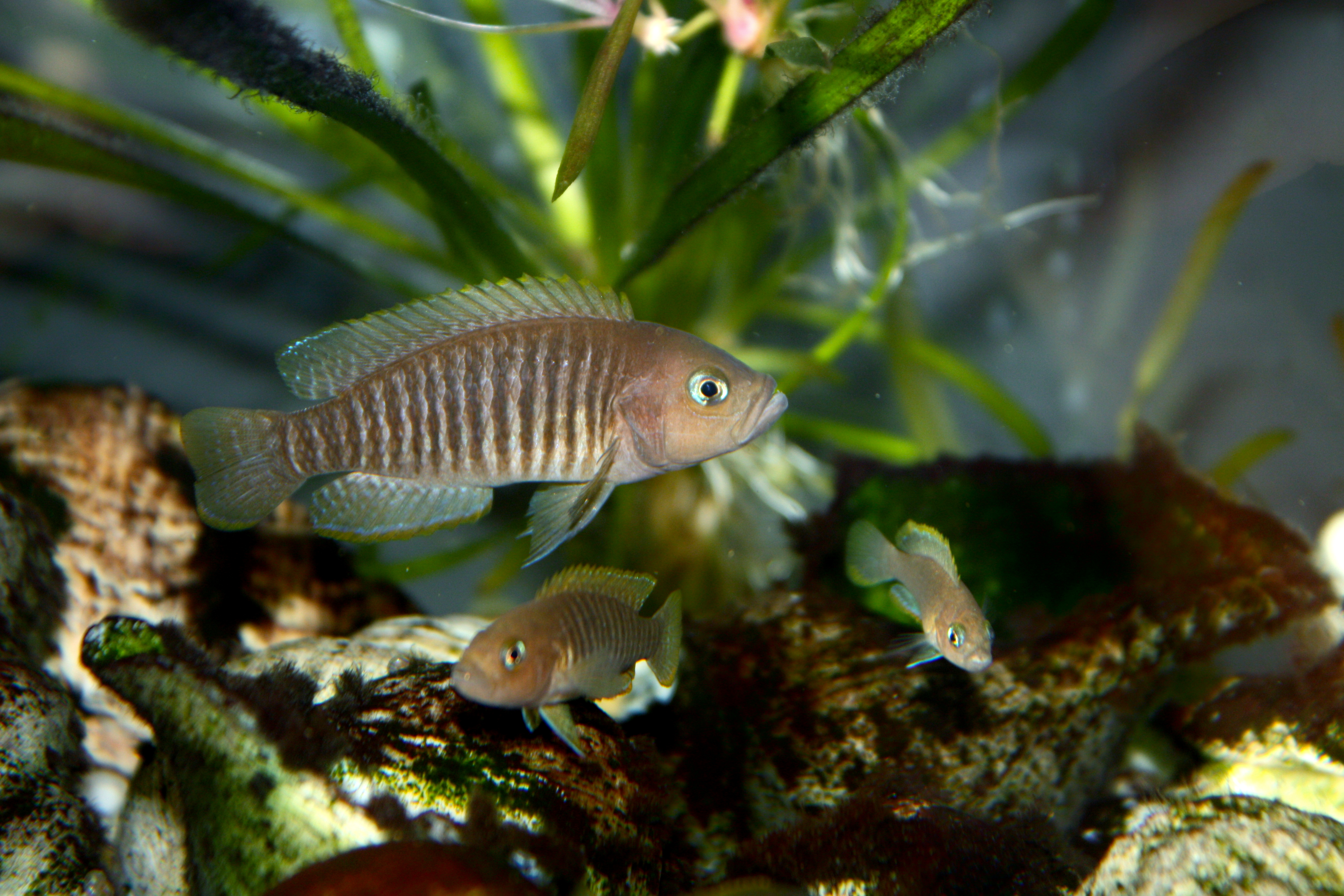
Neolamprologus multifasciatus

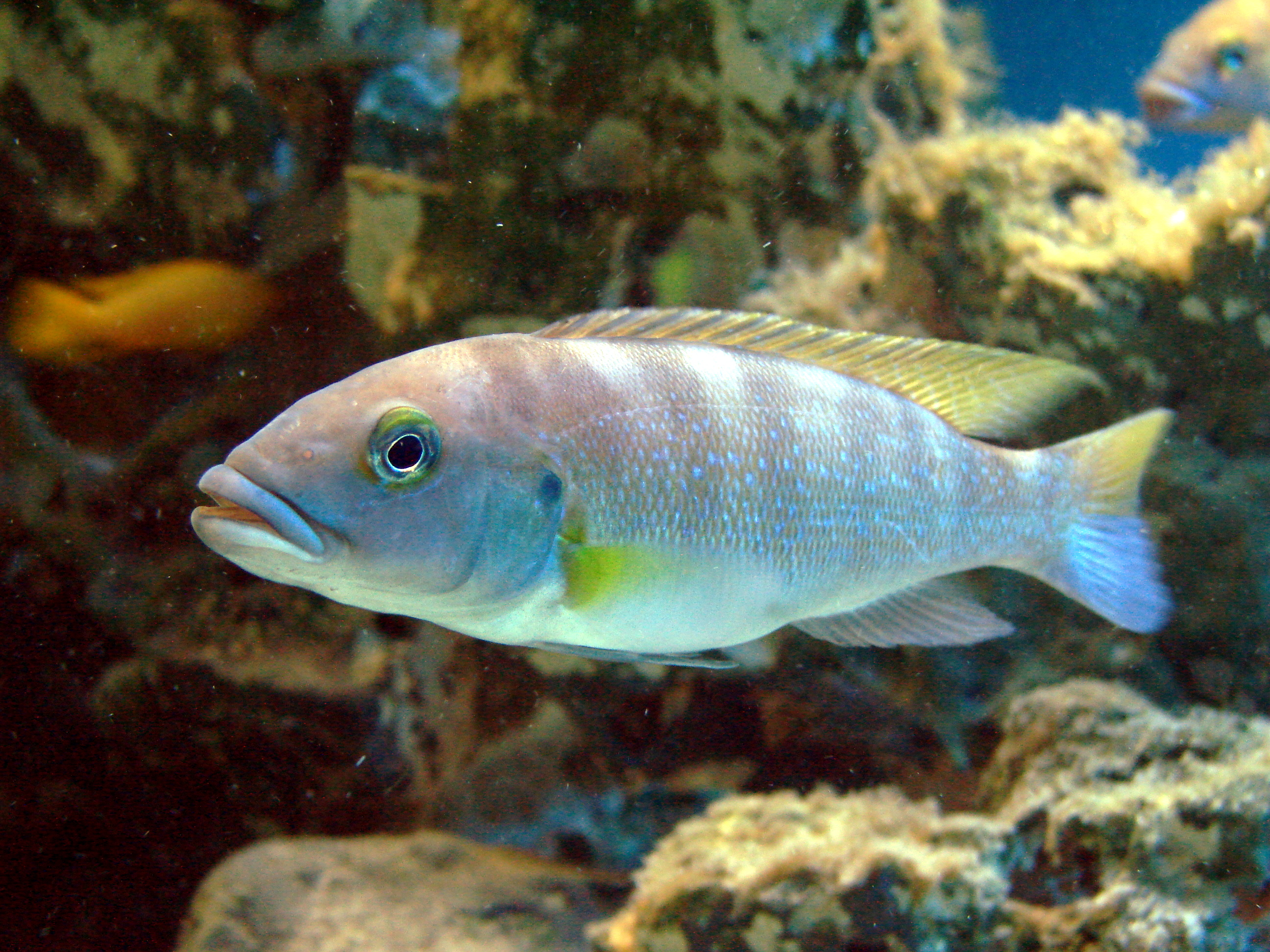
Lepidiolamprologus cunningtoni

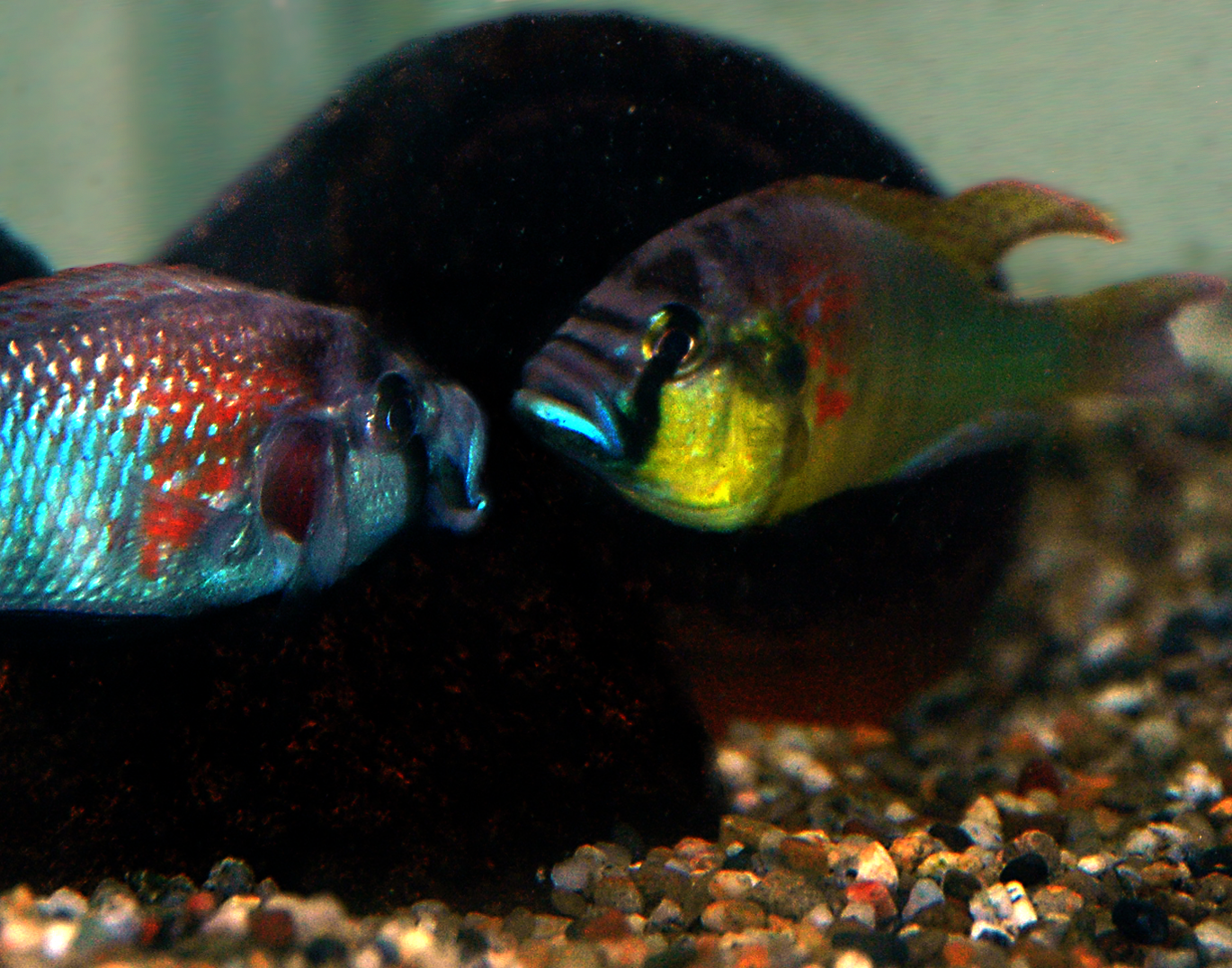
Astatotilapia burtoni

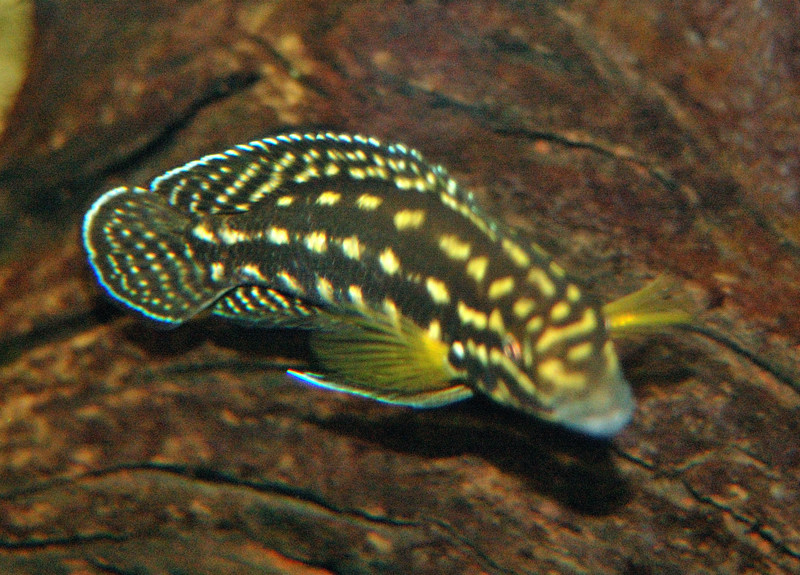
Julidochromis marlieri

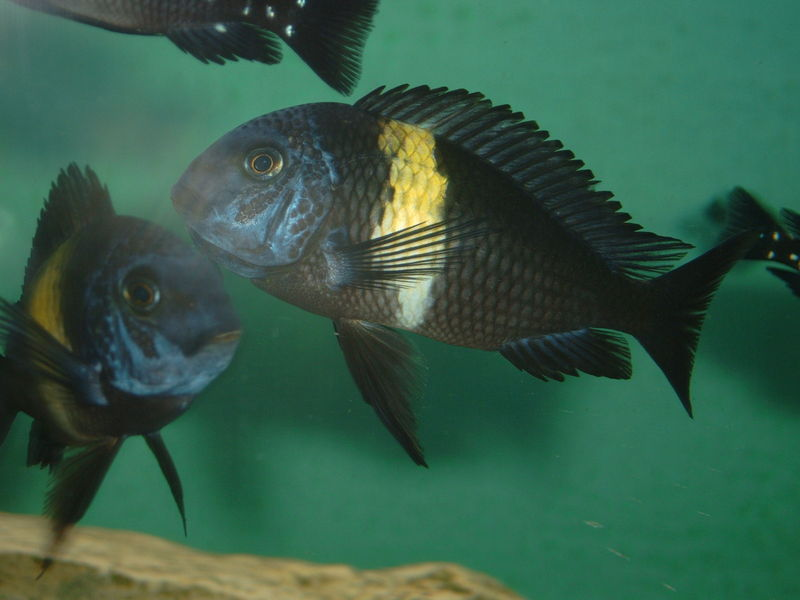
Tropheus duboisi

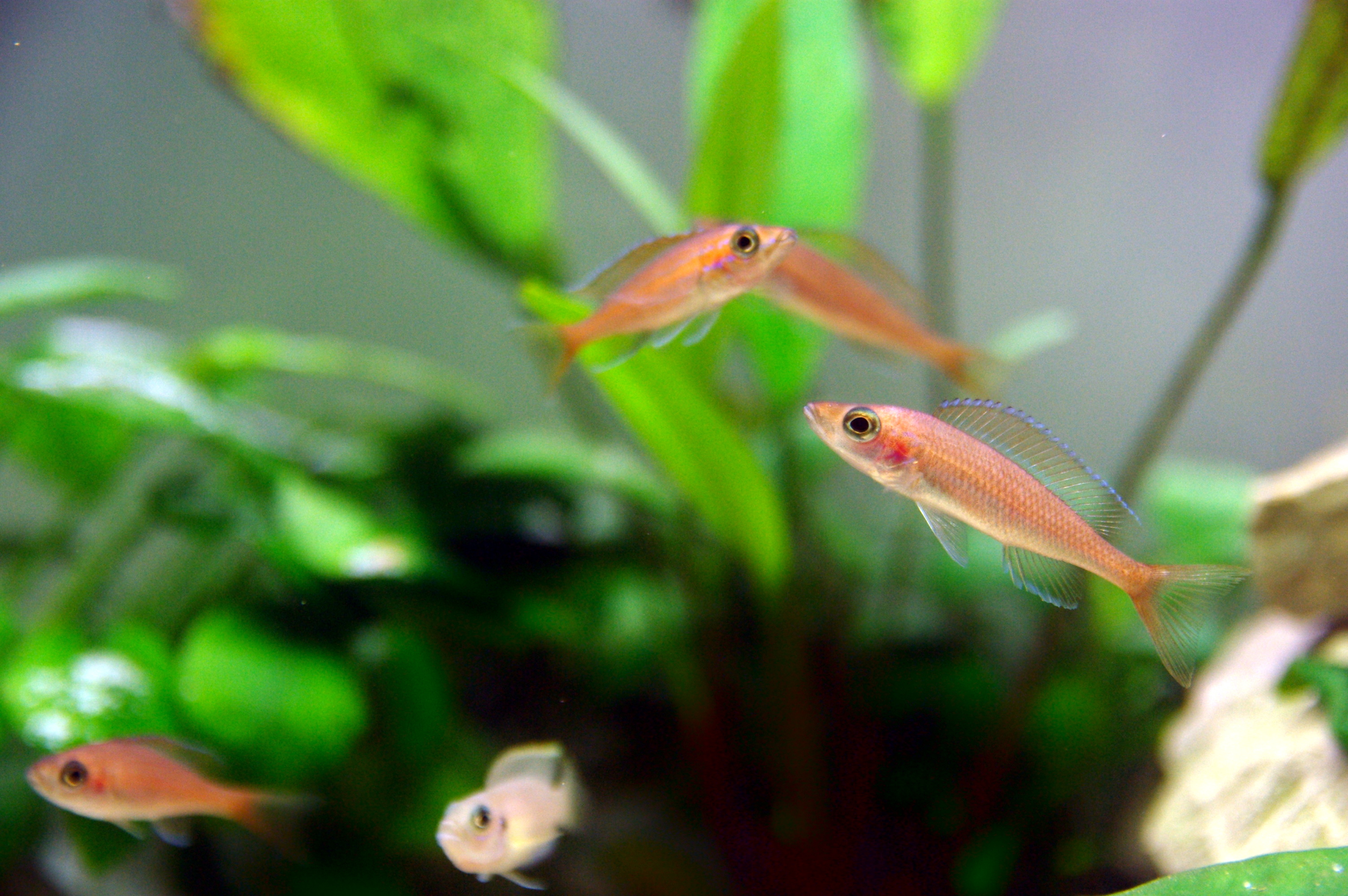
Paracyprichromis nigripinnis

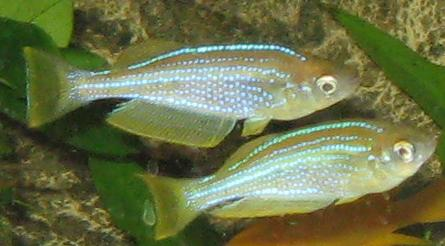
Lamprichthys tanganicanus

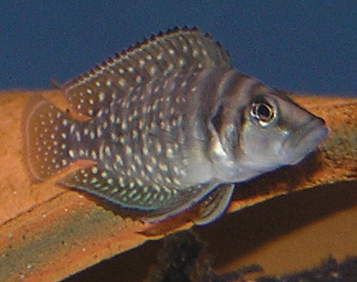
Altolamprologus calvus

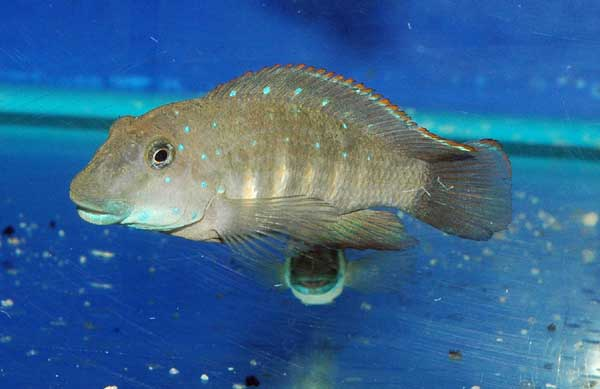
Eretmodus cyanostictus

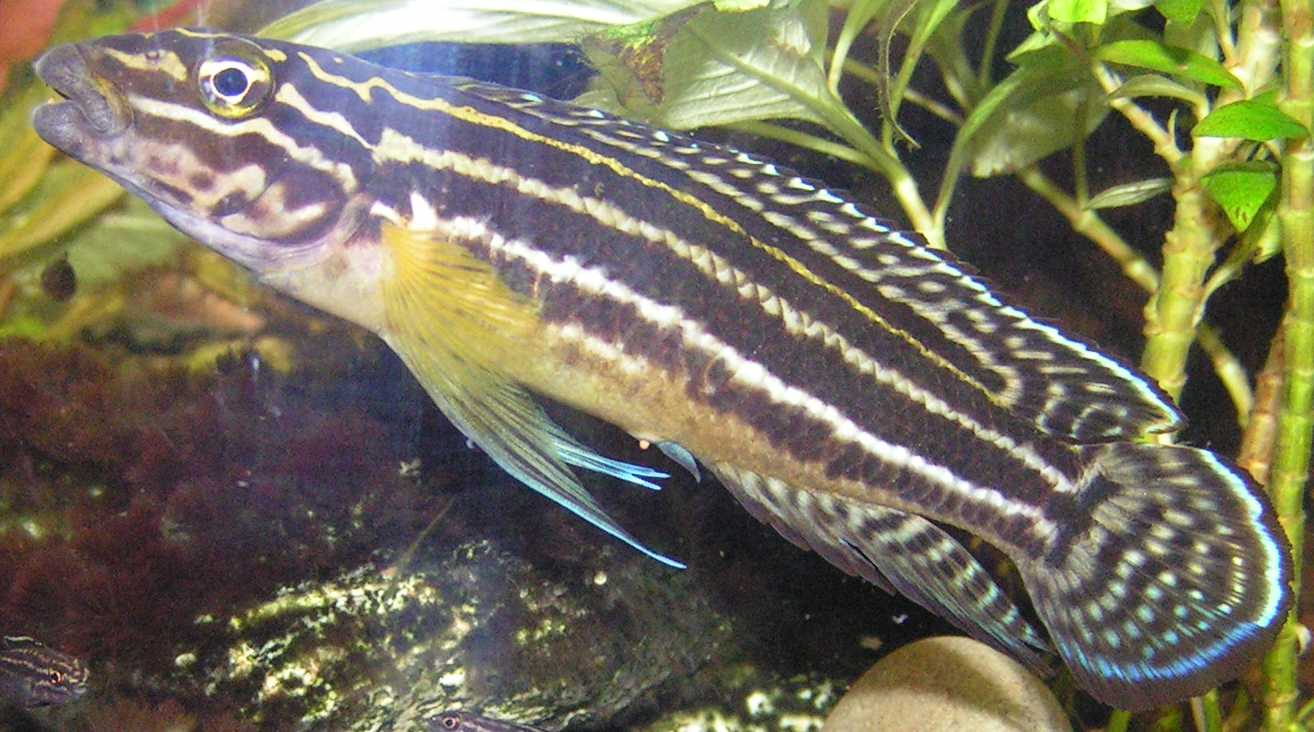
Julidochromis regani

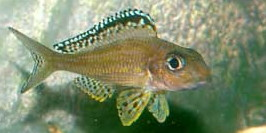
Xenotilapia papilio

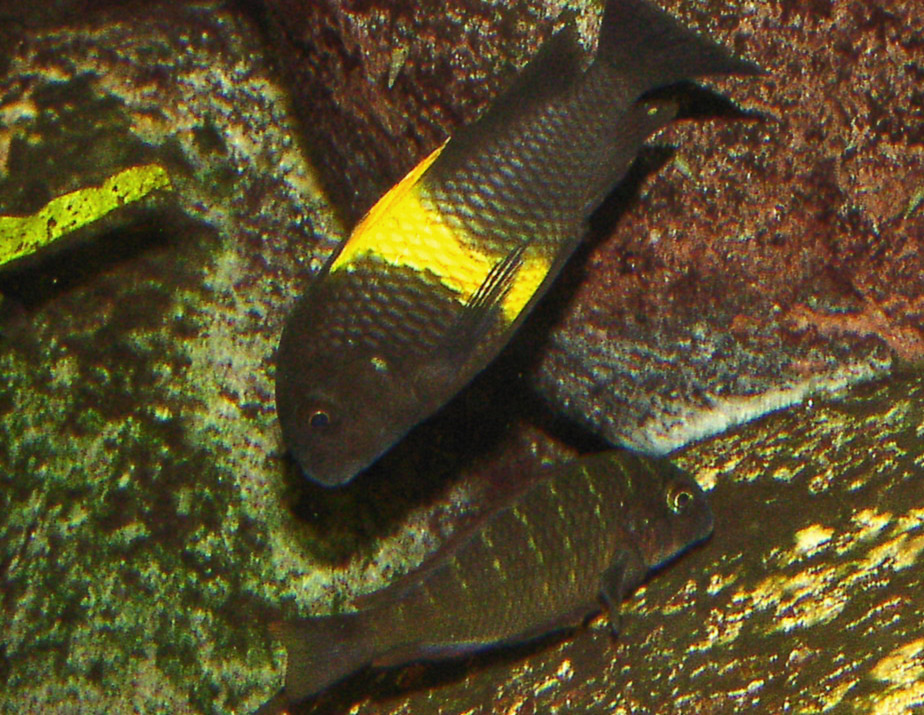
Tropheus moorii

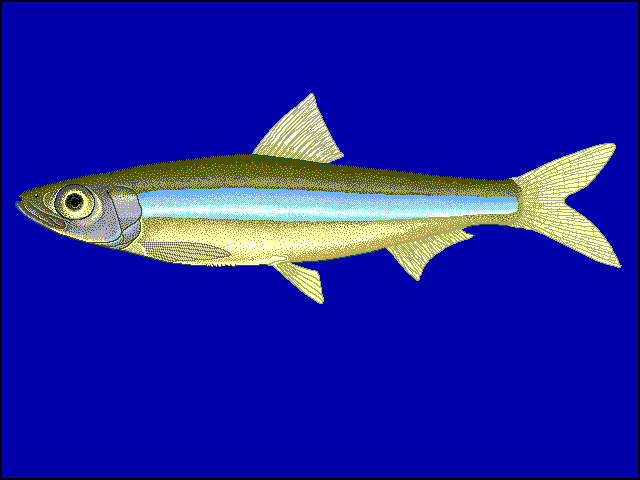
Limnothrissa miodon

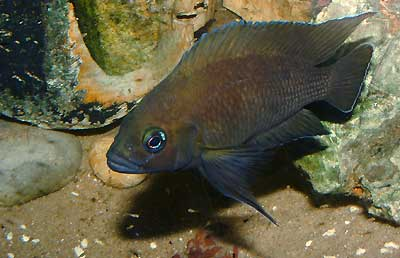
Variabilichromis moorii

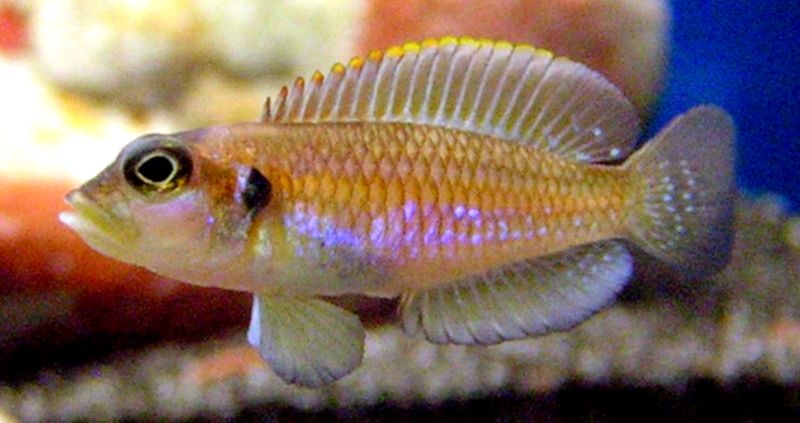
Lamprologus ocellatus

Aquesta llista de peixos de Burundi inclou 223 espècies de peixos que es poden trobar actualment a Burundi ordenades per l'ordre alfabètic de llur nom científic.

## A
- Acapoeta tanganicae
- Alestes macrophthalmus
- Altolamprologus calvus
- Altolamprologus compressiceps
- Amphilius kivuensis
- Amphilius uranoscopus
- Aplocheilichthys pumilus[1]
- Astatotilapia burtoni
- Astatotilapia stappersii
- Aulonocranus dewindti

## B
- Baileychromis centropomoides[2]
- Barbus acuticeps
- Barbus apleurogramma
- Barbus devosi[3]
- Barbus kerstenii
- Barbus lineomaculatus
- Barbus lufukiensis
- Barbus pellegrini
- Barbus quadrilineatus
- Barbus tropidolepis
- Bathybagrus grandis
- Bathybagrus graueri
- Bathybagrus platycephalus
- Bathybagrus sianenna
- Bathybagrus stappersii
- Bathybates fasciatus
- Bathybates ferox
- Bathybates graueri
- Bathybates hornii
- Bathybates leo
- Bathybates minor[4]
- Bathybates vittatus[5]
- Benthochromis melanoides
- Benthochromis tricoti
- Boulengerochromis microlepis[6]
- Brycinus macrolepidotus
- Brycinus rhodopleura
- Brycinus sadleri

## C
- Callochromis macrops
- Callochromis melanostigma[4]
- Callochromis pleurospilus[7][4]
- Cardiopharynx schoutedeni
- Chalinochromis brichardi
- Chelaethiops minutus[4]
- Chiloglanis asymetricaudalis
- Chiloglanis kazumbei
- Chiloglanis ruziziensis
- Chrysichthys acsiorum[8]
- Chrysichthys brachynema
- Citharinus gibbosus
- Clariallabes mutsindoziensis[9]
- Clarias alluaudi
- Clarias gariepinus
- Clarias hilli
- Clarias liocephalus
- Clarias werneri
- Ctenochromis benthicola[10]
- Ctenopoma muriei
- Cyathopharynx furcifer
- Cyphotilapia frontosa[11][4]
- Cyprichromis leptosoma[12]
- Cyprichromis microlepidotus

## D
- Dinotopterus cunningtoni

## E
- Ectodus descampsii
- Eretmodus cyanostictus[13]
- Eretmodus marksmithi[14]

## G
- Gnathochromis permaxillaris[15]
- Gnathochromis pfefferi
- Gnathonemus longibarbis
- Grammatotria lemairii

## H
- Haplotaxodon microlepis[4]
- Hemibates stenosoma
- Heterobranchus longifilis
- Hydrocynus vittatus

## I
- Interochromis loocki[16]

## J
- Julidochromis marlieri[17]
- Julidochromis ornatus
- Julidochromis regani

## L
- Labeo cylindricus
- Labeo dhonti[18]
- Labeo fuelleborni
- Labeo weeksii
- Labeobarbus caudovittatus
- Lamprichthys tanganicanus
- Lamprologus callipterus[4]
- Lamprologus kungweensis
- Lamprologus lemairii
- Lamprologus ocellatus[19]
- Lamprologus ornatipinnis[20]
- Lates angustifrons[21]
- Lates mariae[21]
- Lates microlepis[21]
- Lates stappersii[22][23][21]
- Lepidiolamprologus attenuatus[24]
- Lepidiolamprologus cunningtoni[4]
- Lepidiolamprologus elongatus
- Lepidiolamprologus profundicola[12][20]
- Lestradea perspicax
- Limnochromis auritus
- Limnothrissa miodon[25][26][27][28]
- Limnotilapia dardennii
- Lobochilotes labiatus
- Lophiobagrus aquilus[29]
- Lophiobagrus asperispinis[29]
- Lophiobagrus brevispinis[29]
- Lophiobagrus cyclurus

## M
- Malapterurus tanganyikaensis
- Mastacembelus albomaculatus
- Mastacembelus cunningtoni
- Mastacembelus ellipsifer
- Mastacembelus flavidus
- Mastacembelus frenatus
- Mastacembelus micropectus
- Mastacembelus moorii
- Mastacembelus ophidium[30]
- Mastacembelus plagiostomus
- Mastacembelus platysoma[31]
- Mastacembelus polli[30]
- Mastacembelus reygeli[32]
- Mastacembelus tanganicae
- Mastacembelus zebratus
- Mormyrops anguilloides

## N
- Neolamprologus brevis[4]
- Neolamprologus brichardi[33]
- Neolamprologus buescheri[34]
- Neolamprologus christyi[35]
- Neolamprologus falcicula[36]
- Neolamprologus fasciatus
- Neolamprologus furcifer[37]
- Neolamprologus hecqui
- Neolamprologus leloupi
- Neolamprologus mondabu[4]
- Neolamprologus multifasciatus
- Neolamprologus mustax
- Neolamprologus pleuromaculatus[35]
- Neolamprologus pulcher[35]
- Neolamprologus savoryi[20]
- Neolamprologus schreyeni
- Neolamprologus sexfasciatus[35]
- Neolamprologus tetracanthus
- Neolamprologus toae
- Neolamprologus tretocephalus
- Neolamprologus ventralis[38]

## O
- Ophthalmotilapia heterodonta
- Ophthalmotilapia nasuta
- Opsaridium splendens
- Oreochromis leucostictus
- Oreochromis macrochir
- Oreochromis niloticus
- Oreochromis tanganicae
- Oreochromis upembae
- Orthochromis malagaraziensis
- Orthochromis mazimeroensis[39]
- Orthochromis mosoensis[39]

## P
- Paracyprichromis brieni
- Paracyprichromis nigripinnis
- Perissodus microlepis
- Petrocephalus catostoma
- Petrochromis famula[40][41]
- Petrochromis fasciolatus[41][5]
- Petrochromis orthognathus[41][42]
- Petrochromis polyodon[41]
- Phyllonemus filinemus
- Phyllonemus typus
- Plecodus elaviae
- Plecodus multidentatus
- Plecodus paradoxus
- Plecodus straeleni[43]
- Pollimyrus nigricans
- Polypterus ornatipinnis
- Protopterus aethiopicus[44]

## R
- Raiamas moorii
- Raiamas salmolucius
- Reganochromis calliurus

## S
- Schilbe intermedius
- Simochromis babaulti
- Simochromis diagramma
- Simochromis marginatus
- Spathodus erythrodon
- Spathodus marlieri
- Stolothrissa tanganicae[45][28][46]
- Synodontis grandiops[47]
- Synodontis granulosus[47]
- Synodontis melanostictus[47]
- Synodontis multipunctatus[47]
- Synodontis petricola[47]
- Synodontis polli[47]

## T
- Tangachromis dhanisi
- Tanganicodus irsacae
- Tanganikallabes stewarti
- Telmatochromis bifrenatus
- Telmatochromis brichardi[48]
- Telmatochromis dhonti
- Telmatochromis temporalis[49]
- Telmatochromis vittatus
- Tetraodon mbu
- Tilapia rendalli
- Trematocara caparti
- Trematocara kufferathi
- Trematocara marginatum
- Trematocara nigrifrons[4]
- Trematocara stigmaticum
- Trematocara unimaculatum
- Trematocara variabile
- Triglachromis otostigma[50]
- Tropheus duboisi[51]
- Tropheus moorii[52]
- Tylochromis polylepis

## V
- Variabilichromis moorii
- Varicorhinus leleupanus

## X
- Xenochromis hecqui
- Xenotilapia bathyphila
- Xenotilapia boulengeri
- Xenotilapia caudafasciata
- Xenotilapia flavipinnis
- Xenotilapia leptura[53]
- Xenotilapia longispinis
- Xenotilapia melanogenys
- Xenotilapia nasus[54]
- Xenotilapia nigrolabiata
- Xenotilapia ochrogenys[5]
- Xenotilapia ornatipinnis
- Xenotilapia sima[55]